# San Pedro de Ceque
San Pedro de Ceque és un municipi de la província de Zamora a la comunitat autònoma de Castella i Lleó.

## Demografia
| 1991 | 1996 | 2001 | 2004 |
| ---- | ---- | ---- | ---- |
| 734  | 721  | 684  | 651  |